# Atractodes cylindraceus
Atractodes cylindraceus là một loài tò vò trong họ Ichneumonidae.